# Светско првенство у атлетици у дворани 2016 — бацање кугле за жене
Бацање кугле у женској конкуренцији на Светском првенству у атлетици у дворани 2016. одржано је 19. марта у Орегонском конгресном центру у Портланду (САД).
Титулу освојену у Сопоту 2014, није одбранила Валери Адамс са Новог Зеланда.

## Земље учеснице
Учествовало је 11 такмичарки из 9 земаља.
1. Белорусија (1)
2. Бугарска (1)
3. Италија (1)
4. Кина (2)
5. Мађарска (1)
6. Немачка (1)
7. Нови Зеланд (1)
8. САД (2)
9. Тринидад и Тобаго (1)

## Освајачи медаља
| Мишел Картер САД | Анита Мартон Мађарска | Валери Адамс Нови Зеланд |

## Рекорди пре почетка Светског првенства 2016.
Стање на 16. март 2016.
| Рекорди пре почетка Светског првенства 2016.     | Рекорди пре почетка Светског првенства 2016. | Рекорди пре почетка Светског првенства 2016. | Рекорди пре почетка Светског првенства 2016. | Рекорди пре почетка Светског првенства 2016. |
| ------------------------------------------------ | -------------------------------------------- | -------------------------------------------- | -------------------------------------------- | -------------------------------------------- |
| Светски рекорд                                   | Хелена Фибингерова, Чехословачка             | 22,50                                        | Јаблонец, Чехословачка                       | 19. фебруар 1977.                            |
| Рекорд светских првенстава                       | Надзеја Астапчук, Белорусија                 | 20,85                                        | Доха, Катар                                  | 14. март 2010.                               |
| Најбољи резултат сезоне                          | Мишел Картер, Сједињене Државе               | 19,49                                        | Портланд, Сједињене Државе                   | 11. март 2016.                               |
| Афрички рекорд                                   | Вивијан Чуквумика, Нигер                     | 18,13                                        | Флагстаф, Сједињене Државе                   | 4. фебруар 2006.                             |
| Азијски рекорд                                   | Ли Мејсу, Кина                               | 21,10                                        | Пекинг, Кина                                 | 3. март 1990.                                |
| Северноамерички рекорд                           | Џилијан Камарена-Вилијамс, Сједињене Државе  | 19,89                                        | Фејетвил, Сједињене Државе                   | 12. фебруар 2012.                            |
| Јужноамерички рекорд                             | Елисанжела Адријано, Бразил                  | 18,33                                        | Пиреј, Грчка                                 | 24. фебруар 1999.                            |
| Европски рекорд                                  | Хелена Фибингерова, Чехословачка             | 22,50                                        | Јаблонец, Чехословачка                       | 19. фебруар 1977.                            |
| Океанијски рекорд                                | Валери Адамс, Нови Зеланд                    | 20,98                                        | Цирих, Швајцарска                            | 28. август 2013.                             |
| Рекорди после завршетка Светског првенства 2016. |                                              |                                              |                                              |                                              |
| Најбољи резултат сезоне                          | Мишел Картер, Сједињене Државе               | 20,21                                        | Портланд, Сједињене Државе                   | 19. март 2016.                               |

### Најбољи резултати у 2016. години
Десет најбољих атлетичарки године у бацању кугле у дворани пре почетка првенства (16. марта 2016), имале су следећи пласман.
| Рекорди пре почетка Светског првенства 2016. | Рекорди пре почетка Светског првенства 2016. | Рекорди пре почетка Светског првенства 2016. | Рекорди пре почетка Светског првенства 2016. | Рекорди пре почетка Светског првенства 2016. |
| -------------------------------------------- | -------------------------------------------- | -------------------------------------------- | -------------------------------------------- | -------------------------------------------- |
| 1.                                           | Мишел Картер, Сједињене Државе               | 19,49                                        | 11. март                                     |                                              |
| 2.                                           | Лиђао Гунг, Кина                             | 19,37                                        | 22. јануар                                   |                                              |
| 3.                                           | Равен Сандерс, Сједињене Државе              | 19,23                                        | 13. фебруар                                  |                                              |
| 4.                                           | Данијела Банч, Сједињене Државе              | 18,87                                        | 20. фебруар                                  |                                              |
| 5.                                           | Јулија Леанцјук, Белорусија                  | 18,68                                        | 22. јануар                                   |                                              |
| 6.                                           | Џилијан Камарена-Вилијамс, Сједињене Државе  | 18,64                                        | 11. март                                     |                                              |
| 7.                                           | Паулина Губа, Пољска                         | 18,68                                        | 22. јануар                                   |                                              |
| 8.                                           | Британи Смит, Сједињене Државе               | 18,57                                        | 12. фебруар                                  |                                              |
| 9.                                           | Џенева Стивенс, Сједињене Државе             | 18,56                                        | 11. март                                     |                                              |
| 10.                                          | Анита Мартон Мађарска                        | 18,43                                        | 27. фебруар                                  |                                              |

Такмичарке чија су имена подебљана учествују на СП 2016.

## Квалификациона норма
| Дворана | Отворено |
| ------- | -------- |
| 18,10 м |          |

## Сатница
| Датум          | Време | Ниво   |
| -------------- | ----- | ------ |
| 19. март 2016. | 17:45 | Финале |

Времена су дата према локалном времену UTC-8.

## Резултати

### Финале
Све финалисткиње су извеле по три скока. 8 најбољих извеле су још два скока а 4 најбоље извеле су последњи, шести скок.,,
| Место | Атлетичарка               | Земља             | ЛР     | ЛРС   | 1.    | 2.    | 3.    | 4.    | 5.    | 6.    | Резултат | Белешка |
| ----- | ------------------------- | ----------------- | ------ | ----- | ----- | ----- | ----- | ----- | ----- | ----- | -------- | ------- |
|       | Мишел Картер              | САД               | 20,24о | 19,49 | х     | 18,90 | 19,31 | 19,28 | х     | 20,21 | 20,21    | СРС, НР |
|       | Анита Мартон              | Мађарска          | 19,23  | 18,43 | 17,99 | 18,38 | 19,01 | 18,71 | 19,08 | 19,33 | 19,33    | НР      |
|       | Валери Адамс              | Нови Зеланд       | 20,54  |       | 18,49 | 18,30 | 19,25 | х     | 19,02 | 18,31 | 19,25    |         |
| 4.    | Клеопатра Борел           | Тринидад и Тобаго | 19,48  |       | 17,41 | 17,73 | 17,59 | 17,31 | 18,38 | 17,50 | 18,38    | ЛРС     |
| 5.    | Џилијан Камарена-Вилијамс | САД               | 19,89  | 18,64 | 18,17 | х     | х     | 17,57 | 17,52 |       | 18,17    |         |
| 6.    | Радослава Мавродијева     | Бугарска          | 18,34  | 17,99 | 17,01 | 18,00 | х     | х     | 17,91 |       | 18,00    | ЛРС     |
| 7.    | Лена Урбаниак             | Немачка           | 18,32  | 18,32 | х     | 17,19 | 17,55 | х     | 17,91 |       | 17,91    |         |
| 8.    | Јанг Гао                  | Кина              | 18,25  | 18,12 | 17,26 | 17,27 | 17,65 | 17,67 | 17,02 |       | 17,67    |         |
| 9.    | Алина Дубитскаја          | Белорусија        | 18,34  | 18,19 | 17,45 | х     | х     |       |       |       | 17,45    |         |
| 10.   | Ка Бјен                   | Кина              | 18,12  | 18,12 | 16,86 | 17,13 | 17,34 |       |       |       | 17,34    |         |
| 11.   | Кјара Роза                | Италија           | 18,68  | 17,90 | 17,10 | х     | 16,89 |       |       |       | 17,10    |         |

Подебљани лични рекорди су и национални рекорди земље коју такмичарка представља.